# Loudaya
Loudaya (franska: Loudaya (CR), Loudaya (Commune Rurale), arabiska: أيت ايمور) är en kommun i Marocko.   Den ligger i prefekturen Marrakech och regionen Marrakech-Safi, i den centrala delen av landet, 300 km sydväst om huvudstaden Rabat. Antalet invånare är 18 010.